# آلفردو برتی
آلفردو برتی (انگلیسی: Alfredo Berti؛ زادهٔ ۵ اکتبر ۱۹۷۱) بازیکن فوتبال اهل آرژانتین است.
از باشگاه‌هایی که در آن بازی کرده‌است می‌توان به باشگاه فوتبال نیولز اولد بویز، باشگاه فوتبال اطلس، و باشگاه فوتبال بوکا جونیورز اشاره کرد.